# UPPA Winery
UPPA Winery — биодинамическое семейное винодельческое хозяйство, специализирующееся на производстве сухих вин. Располагается в селе Родное (Севастополь).

## История
Винодельческое хозяйство «UPPA Winery» было основано Павлом Швецом в 2006 году.
В 2008 году были высажены первые виноградники, а в 2013 году состоялась продажа первой бутылки вина. Хозяйство, занимающее 12,5 гектаров, расположено в селе Родное на высоте 400—450 метров над уровнем моря на титонских известняках.
В 2021 году «UPPA Winery» получила первый в России органический сертификат как на вино, так и на виноградники. В настоящее время ежегодно производится около 60 тысяч бутылок вина.
«UPPA Winery» является первым и единственным биодинамическим винодельческим хозяйством в России. Хозяйство впервые в России произвело петнаты, вина без серы, оранжевые вина.

## Расположение
Виноградники и винодельня «Uppa Winery» находятся на территории села Родное, Балаклавского района города Севастополя. Старое название села Родное — Уппа. Село было переименовано в 1944 году после депортации части местных жителей. Официальная наука не может объяснить происхождение слова «Уппа», а ученые-лингвисты утверждают, что подобных слов нет ни в одном существующем языке, хотя можно найти аналоги в языках индоевропейской группы. Оно созвучно санскритскому слову «упала», что значит камень.

## Биодинамика
Биодинамика (от греч. βίος — жизнь и δύναμις — сила) представляет собой современную систему этического и экологически устойчивого сельского хозяйства, основанную на принципе глубокого уважения к природным взаимосвязям.
Целью биодинамического подхода является поддержание гармонии и стабильности в окружающем нас мире. Биодинамическое хозяйство рассматривается как экосистема, где виноградная лоза, люди, растительный и животный мир объединены в единое целое, стремясь следовать природным ритмам и импульсам.
Выращивание винограда в соответствии с принципами биодинамики приводит к изменению химического состава ягоды, обогащению ее яркими вкусовыми и ароматическими качествами, а также созданию серьезного потенциала для качественного вина будущего. Поэтому вина, производимые винодельней UPPA, отличаются выраженной терруарностью, энергией и силой.
Принципы биодинамического подхода включают бережное отношение к природе и отказ от использования ядов и химикатов, что способствует созданию естественной среды и обеспечению экологического равновесия на винограднике. Это позволяет предотвратить вспышки болезней и размножение вредоносных организмов. В рамках биодинамических методов применяются такие агротехники, как сбалансированное питание винограда, снижение воздействия стрессовых факторов, контроль за видовым составом потенциальных вредителей и увеличение биоразнообразия на винограднике.

## Вина UPPA Winery
| Белые сухие вина | Красные сухие вина | Оранжевые сухие вина                                                                           | Метод Ансестраль                                                                           |
| --- | --- | ---------------------------------------------------------------------------------------------- | ------------------------------------------------------------------------------------------ |
| UPPA Winery Riesling UPPA Winery Riesling OAK UPPA Winery Riesling Botryris UPPA Winery Riesling Cler Nummulite UPPA Winery Muscat Ottonel UPPA Winery Kokur UPPA Winery Chardonnay UPPA Winery Sauvignon Blanc | UPPA Winery Pinot Noir UPPA Winery Pinot Noir Cler Polati UPPA Winery Pinot Noir Cler Nummulite UPPA Winery Barbera UPPA Winery Nebbiolo UPPA Winery Cabernet Sauvignon Merlot | UPPA Winery Riesling Qvevri UPPA Winery Muscat Ottonel Orange UPPA Winery Gewurztraminer Amber | UPPA Winery PetNat Kokur (полусухой) UPPA Winery Barbera UPPA Winery Sauvignon Blanc Kokur |